# Scleria polycarpa
Scleria polycarpa är en halvgräsart som beskrevs av Johann Otto Boeckeler. Scleria polycarpa ingår i släktet Scleria och familjen halvgräs. Inga underarter finns listade i Catalogue of Life.